# Mappae clavicula
De Mappae clavicula is een middeleeuwse tekst met recepten voor het aanmaken van materialen die gebruikt werden bij de vervaardiging van kunstwerken zowel op het terrein van de boekverluchting als voor fresco’s, mozaïeken en andere kunstwerken. Het is een van de vele werken over kunsttechnologie die bewaard gebleven zijn en het kadert met andere gelijkaardige werken zoals de Compositiones variae (787-816), het De coloribus et artibus Romanorum van Eraclius uit de 12e eeuw en het Schedula diversarum artium van Theophilus uit de 12e eeuw in de categorie van middeleeuwse secretenboeken. Al deze receptenboeken gaan terug op de processen die in gebruik waren in de klassieke oudheid, zowel via orale als via schriftelijke overdracht.

## Titel
Over het ontstaan van de naam van het werk doen verschillende thesen de ronde. Een ervan is dat de vreemde titel zou afkomstig zijn van het Griekse Baphes kleis (sleutel tot kleuren) dat aanvankelijk gelatiniseerd werd tot Baphae clavicule waaruit later door kopieerfouten Mappae clavicula ontstond. Een andere theorie gaat ervan uit dat de titel ontstaan is door een foutieve lezing van het Griekse χειρόκμητον kheirókmēton (kneepjes van het vak) als χειρόμακτρον kheirómaktron (handdoek). Het blijven uiteraard mooie theorieën zolang de correcte eerste versie niet wordt teruggevonden.

## Geschiedenis
Men kent twee Oudgriekse papyrussen uit Alexandrië gedateerd op de derde eeuw, die nu bewaard worden in Leiden (Leiden Papyrus X) en in Stockholm (Papyrus Graecus Holmiensis), die een aantal eenvoudige recepten voor het maken van gekleurde metalen via allerlei legeringen, het verven van stoffen en het kleuren van namaak edelstenen gaven. Sommige onderzoekers zagen hier  alchemie recepten in, maar in de papyri zelf wordt aangegeven dat het materialen en kleuren zijn die de bedoeling hebben van goud, zilver en edelstenen na te bootsen niet van ze te creëren uit andere onedele metalen; het blijven dus eigenlijk technische receptenboeken.
Daarna bleef het bijna vijf eeuwen stil tot omstreeks 800 wanneer er twee manuscripten ontstaan die de tekst van de papyrussen grotendeels overnemen maar dan in het Latijn in plaats van in het Oudgrieks. Een ervan, is de Compositiones variae of Compositiones ad tingenda teruggevonden in de kapittelbibliotheek van Lucca, het andere dat ontstond ten noorden van de Alpen (via Al-Andalus) is de Mappae Clavicula. Het oudste gekende fragment stamt uit de vroege negende eeuw, een meer volledig exemplaar komt uit de negende of tiende eeuw en het meest complete bekende exemplaar is uit de twaalfde eeuw. De vroegste verwijzing naar een werk met dezelfde naam werd gevonden in een catalogus van de bibliotheek van abdij van Reichenau, opgesteld in 821-822, waarin verwezen werd naar een Mappae Clavicula de efficiendo auro volumen 1. De tekst van de Mappae Clavicula werd voor het eerst gepubliceerd in 1847 door Sir Thomas Phillipps, de bekende verzamelaar.

## De Handschriften
Het oudste overgeleverde fragment werd teruggevonden In Klosterneuburg in de bibliotheek van het klooster van de Augustijner koorheren. Dit fragment, geschreven in een vroege Karolingische minuskel is waarschijnlijk ontstaan tussen het einde van de achtste eeuw en het begin van de negende.
Een tweede versie van de tekst die bewaard is gebleven is het zogenoemde Sélestat handschrift dat wordt bewaard in de Bibliothèque Humaniste van Sélestat met signatuur Ms. 17. Naast de Mappae clavicula bevat dit handschrift ook de De architectura van Vitruvius en verscheidene andere teksten over architectuur en bouwtechniek. Het is eveneens geschreven in een Karolingische minuskel en op basis van het schrift werd het toegeschreven aan het scriptorium van de Abdij van Saint-Amand bij Tours. Volgens de catalogus van de bibliotheek is het handschrift te dateren op de 10e eeuw, volgens Lowe zou het te plaatsen zijn in de vroege negende eeuw.
Het derde en meest volledige handschrift is het Phillipps-Corning manuscript dat eens tot de verzameling van Sir Thomas Phillipps behoorde en nu wordt bewaard in het Corning Museum of Glass in New York. In dit handschrift, dat in 1847 werd gepubliceerd, kan men verscheidene gelatiniseerde vormen van Griekse woorden terugvinden, naast talrijke woorden van Arabische origine. Alles wijst erop dat het boek een compilatie is van diverse teksten met recepten die mettertijd in één werk werden samengavat. Volgens een studie van B.J. Henessy van Harvard University is het werk geschreven in een late Karolingische minuskel, die al evolueerde naar het Gotisch schrift. Het zou dus te paard zitten op de twaalfde en de dertiende eeuw. Door Lieftinck van de universiteit van Leiden werd het gedateerd omstreeks 1170. In totaal bevat dit handschrift ongeveer 300 recepten en is daarmee het meest volledige, het Sélestat handschrift telt slechts een 200-tal recepten. De eerste reeks van recepten in het Phillipps-Corning handschrift vormen een apart geheel getiteld De coloribus et mixtionibus dat in 62 latere manuscripten werd gekopieerd. Recepten uit het Phillipps manuscript werden overgenomen in meer dan tachtig manuscripten geschreven tussen de negende en de zestiende eeuw.
Uit de studie van de verschillende handschriften blijkt dat het Lucca-receptenboek teruggaat op zeer oude teksten en overlevering. Het Sélestat handschrift stoelde op hetzelfde basismateriaal maar was al flink aangevuld met recenter materiaal. Het Phillipps-handschrift was een nog meer uitgebreide versie maar bevatte dan weer recepten uit het Klosterneuburg fragment die niet voorkomen in de oudere Sélestat en een aantal recepten die duidelijk uit de Arabische en Perzische traditie stammen. Het blijft dus schier onmogelijk om met enige zekerheid vast te stellen waar de originele tekst tot stand kwam. De vertaling en samenstelling van het Phillipps handschrift zouden we volgens een aantal studies minstens gedeeltelijk te danken hebben aan Adelard van Bath (ca. 1080 – ca. 1152) die een aantal Arabische recepten toevoegde aan het werk.

## Belang
De Mappae Clavicula is een belangrijke bron voor de studie van de middeleeuwse technologie. Het maakt deel uit van een reeks van werken die het gebruik van metalen, pigmenten en chemische processen beschrijven en die voortbouwen op de Griekse papyri uit Alexandrië. De inhoud was een verzameling van recepten overgeschreven uit de Griekse papyri en aangevuld met allerlei recepten afkomstig uit Byzantium, Egypte, het Midden-Oosten en Italië. Het werk heeft waarschijnlijk nooit gediend als een praktische handleiding voor gebruik in het atelier maar was veeleer een bloemlezing van de geschriften over technologie die men in die tijd ter beschikking had in de kloosterbibliotheken aangevuld met eigentijdse recepten en met informatie die men terug kon vinden bij de Moren in Al-Andalus. Het is duidelijk dat de kopiist niet begreep wat hij schreef en er werd geen poging ondernomen om structuur in het werk te brengen door de recepten bijvoorbeeld per onderwerp te schikken; de tekst bevat dan ook verscheidene discrepanties en dubbels. De werken zijn dus vrij onzekere technische bronnen maar anderzijds zijn het de enige teksten die ons uit die tijd bekend zijn. De Mappae Clavicula en de verwante teksten blijven belangrijk omdat ze ons toch een inzicht geven in de technologische basis en kennis uit de periode van de antieke oudheid en hoe daarop werd voortgebouwd tot in de middeleeuwen. 
De meest duidelijke recepten zijn terug te vinden in de secties die handelen over het samenstellen van pigmenten voor het schilderen en illustreren van handschriften. Maar dit zijn dan ook teksten die in de twaalfde eeuw aan de basistekst werden toegevoegd. De Mappae clavicula is daardoor, wat betreft boekverluchting, een goede basis voor kunsthistorici die hen een idee geeft over de materialen die door de miniaturisten werden gebruikt en over welke kennis van mineralen, planten, insecten en dieren die vaklui moeten beschikken om hun pigmenten te kunnen samenstellen.

## Alchemie
Sommige auteurs zien in de Mappae Clavicula een vertaling van een Grieks werk over alchemie. Halleux stelt dat de oorspronkelijke nucleus van de Mappae Clavicula met de recepten voor het bewerken van goud en edelstenen, een Latijnse vertaling is van een Griekse tekst waarvan verscheidene fragmenten zijn teruggevonden in het corpus van de Griekse alchemisten. Dit wordt zeer uitgebreid tegengesproken door Cyril Stanley Smith and John G. Hawthorne. Zij stellen enerzijds dat de geheimschriftachtige recepten die in het boek zijn terug te vinden het gevolg zijn van het herhaaldelijk overschrijven van de recepten door personen die ze niet echt begrepen en die daardoor fouten introduceerden. Anderzijds beklemtonen zij dat er geen recepten zijn opgenomen voor het maken van goud, maar wel recepten om andere metalen een goudkleur te geven. Zie ook de noot bij de sectie geschiedenis in verband met de Griekse papyri.